# Вострышев, Михаил Иванович
Михаил Иванович Вострышев (14 марта 1950, Москва — 20 августа 2021, там же) — советский и российский журналист. Автор многих книг, сценариев к кинофильмам. Член СП СССР (1991).

## Биография
Родился в Москве в семье служащих. В 1979 году окончил Литературный институт имени Горького. В 1981—1982 годах специальный корреспондент «Литературной газеты». В 1984—1994 годах старший научный редактор издательства «Современник». В 1995—1996 годы работал в кинообъединении «Астра».

## Книги
- Москва. Все культурные и исторические памятники. ISBN 978-5-699-31434-8
- Москва и Россия в эпоху Петра I. ISBN 978-5-906995-51-3
- Русский Гамлет. Трагическая история Павла I. ISBN 978-5-00180-288-4
- Москва ельцинская. Хроники президентского правления. ISBN 978-5-00180-054-5
- Популярная история КПСС. 1898—1991 годы. От расцвета до запрета. ISBN 978-5-00180-144-3
- Людмила Целиковская. — М. : Молодая гвардия, 2001. — 250 с. — (ЖЗЛ; Вып. 1007(807)). — 5000 экз. — ISBN 5-235-02459-1
- Людмила Целиковская. ISBN 978-5-699-36995-9
- Москва сталинская. ISBN 978-5-699-30008-2
- Московские обыватели. ISBN 978-5-235-02958-3
- Вострышев М. И. Божий избранник: Крестный путь Святителя Тихона, Патриарха Московского и всея России / Худож. Г. Г. Саленков. — М.: Современник, 1991. — 192 с. — 50 000 экз. — ISBN 5-270-01448-3.
- Вострышев М. И. Патриарх Тихон. — 3-е изд. — М.: Молодая гвардия, 2004. — 384 с. — (Жизнь замечательных людей). — ISBN 5-235-02647-0.
- Вострышев М. И. Москва. Большая иллюстрированная энциклопедия: Москвоведение от А до Я / Михаил Иванович Вострышев. — Москва, Харьков: Эксмо, Алгоритм, 2006, 2007. — 736 с. — (Энциклопедия Москвы). — ISBN 978-5-699-18029-5.
- Москва православная. Все храмы и часовни. — Алгоритм, 2012. — 544 с. — (Подарочные издания. Москвоведение). — ISBN 978-5-4438-0072-1. (в соавторстве с C. Ю. Шокаревым)

## Сценарии к фильмам
- 1995 — «Московские паломники»[3]
- 1995 — «Первый настоятель»[4]
- 1996 — «Вратарница»
- 1998 — «Обретение»